# 李家幽竹
李家 幽竹（りのいえ ゆうちく、1965年4月21日 - ）は女性風水師タレント。在日朝鮮人(韓国人)と称する。

## 人物・来歴
1965年、東京都生まれ。
500年の歴史のある「李朝風水術」を継承する李王朝の一族であり、王家の風水師の家系「全州李家」の19代目として、東京に生まれたとされる。幼少期より後継者として一子相伝の奥義を口伝により伝授され研鑚を積み、門外不出の李朝風水を、家長の許しを得て初めて門戸を一般に開放したという。
という触れ込みだったが、李王朝の王族に風水師が存在したという事実はない。また、全州李家の19代目は韓国では珍しいことではなく王家の血筋でも代々風水師の家系でもない。韓国には中国から伝わった風水が存在するが、一子相伝の奥義や門外不出の李朝風水というものは確認できない。また、韓国には昔から現在に至るまで多くの風水師がいる。
風水は「人を幸せにするための環境学」という考えのもと、現在までに出版した書籍は多数（累計700万部数以上）[1]、風水グッズ販売などで成功している［2］。また、企業や個人の風水鑑定のほか、テレビ、雑誌、スクール運営などにも手を広げている。
2011年1月より2013年までは韓国観光名誉広報大使を務めた［3］。伝統的な風水理念や哲学を無視した独自の風水論で、衣食住から行動全般にわたる様々なアドバイスを行い、メディアに出るようになる。テレビ番組では芸能人の家の風水診断を行い注目される。
2019年7月20日のTBS系列「ジョブチューン アノ職業のヒミツぶっちゃけます!」に出演し、風水を仕事にしたいと思う方たちに向けて、正しい風水の知識を継承しそれを伝えていくプロフェッショナルな人材を育成するために一般社団法人李家幽竹空間風水学会を立ち上げたことを、番組内で公表した[4]。

## 著書
1990年代後半より、インテリア風水、収納整理風水、旅行風水、パワースポット風水などの風水関連書籍を単著で多数執筆している。
- 『栄枯盛衰の予言』PHP研究所　1998年2月　ISBN 9784569559612
- 『風水が効く 幸運を招く雑貨とインテリア』同文書院　1998年5月　ISBN 4810374998
- 『花風水』ワニブックス　2001年7月　ISBN 484701393X
- 『幸せを呼ぶインテリア風水』ワニブックス　2002年3月 ISBN 484701412X
- 『「風水」で読み解く日本史の謎』PHP研究所　2003年3月　文庫
- 『運がよくなる風水収納＆整理術』日本実業出版社　2003年6月
- 『絶対、運が良くなる旅行風水』ダイヤモンド社　2003年10月
- 『幸運をまねくガーデニング風水』河出書房新社　2004年5月
- 『李家幽竹の幸運食風水』主婦の友社　2004年9月
- 『こころが軽くなる人間関係風水』ワニブックス　2004年10月
- 『最強風水師が教える運のいい人悪い人』幻冬舎　2006年3月
- 『おそうじ風水』フォー・ユー　2006年12月
- 『運がよくなる仕事風水』光文社　2008年10月　文庫
- 『運のいい人になるためのお悩み解決風水』中央公論新社　2008年10月
- 『お金に好かれる！　金運風水』ダイヤモンド社　2010年6月
- 『幸せを呼ぶ風水ネイル』KKベストセラーズ　2011年12月
- 『最強パワーストーン風水』秀和システム　2015年8月
- 『運がよくなる風水収納＆整理術』PHP研究所　2016年5月　文庫
- 『絶対、運がよくなる旅行風水（改訂新版）』ダイヤモンド社　2016年7月
- 『絶対、運がよくなるパワースポット』ダイヤモンド社　2016年9月
- 『最強龍穴パワースポット（新版）』山と渓谷社　2017年3月　ISBN 4635035417
- 『パワースポット温泉』山と渓谷社　2019年4月

## 出演
- 森田一義アワー　笑っていいとも!（フジテレビ）
- たけしの誰でもピカソ（テレビ東京）
- TVおじゃマンボウ（日本テレビ）
- もしも体感バラエティ if（フジテレビ）
- うたばん（TBS）
- 中居正広の金曜日のスマたちへ(TBS)
- 吾郎の細道(TBS)
- 吾郎のソナタ(TBS)
- 鈴木タイムラー（テレビ朝日）
- チューボーですよ!(TBS)
- 踊る踊る!さんま御殿!!2時間スペシャル（日本テレビ、2004年11月）
- こたえてちょーだい!（フジテレビ）
- レディス4（テレビ東京）
- ザ・ジャッジEX～人生を変えた瞬間～（フジテレビ）
- ライオンのごきげんよう（フジテレビ）
- ナイナイサイズ!（日本テレビ）
- カスペ!「芸能界!危ない家に住んでいるのは誰だSP」（フジテレビ、2005年5月）
- おしゃれイズム（日本テレビ）
- 『ぷっ』すま（テレビ朝日）
- 開運!ワケあり風水旅（テレビ朝日）
- 娘DOKYU!（テレビ東京）
- メレンゲの気持ち（日本テレビ）
- おネエ★MANS（日本テレビ）
- 魁!音楽番付（フジテレビ）
- あっぱれ!!さんま大教授（フジテレビ）
- 誰だって波瀾爆笑（日本テレビ）
- みんなのアメカン（日本テレビ）
- 人生が変わる1分間の深イイ話（日本テレビ）
- ダウンタウンDX（よみうりテレビ、日本テレビ）
- くりぃむしちゅーのレジェンド（日本テレビ）
- ジョブチューン アノ職業の秘密ぶっちゃけます!(TBS)

他
ORICON NEWS 李家幽竹 TV出演情報より